# Costantino Crisci
Costantino Crisci (Benevento, 5 novembre 1813 – Moiano, 14 ottobre 1900) è stato un politico italiano.

## Biografia
Eletto per la VIII legislatura del Regno d'Italia nell'elezione suppletiva del Collegio elettorale di Aversa, vide la sua elezione annullata in quanto non raggiunse il quorum di almeno un terzo degli iscritti al voto. Fu poi eletto nel Collegio elettorale di Airola per la IX legislatura del Regno d'Italia: la prima elezione fu annullata il 24 novembre 1865 per irregolarità e il collegio fu riconvocato per il 24 dicembre 1865; venne eletto definitivamente, ma si dimise il 16 aprile 1866.